# Rümlingen
Rümlingen [ˈrymlɪŋən] (schweizerdeutsch: Rümlige, [ˈrymlikə]) ist eine politische Gemeinde im Bezirk Sissach des Kantons Basel-Landschaft in der Schweiz. Sie ist nicht zu verwechseln mit der bernischen Ortschaft Rümligen.

## Geographie
Rümlingen liegt im Homburgertal, im Südosten des Kantons Basel-Landschaft. Die Gemeinde grenzt im Norden an Gelterkinden, im Osten an Rünenberg, im Südosten an Häfelfingen, im Südwesten an Buckten und im Westen an Wittinsburg.

## Geschichte
Im frühen Mittelalter wurde in Rümlingen eine St.-Georgs-Kapelle gebaut, die der Pfarrei Sissach unterstellt war. Als Bestandteil der Herrschaft Homburg wurde das Dorf 1305 bischöflich und 1400 baslerisch. 1501 gelangte Rümlingen zu grösserer Bedeutung, als es unter Anschluss der Dörfer Buckten, Häfelfingen, Känerkinden und Wittinsburg eine selbständige Kirchgemeinde wurde; aus dieser Zeit stammt auch die heutige spätgotische Pfarrkirche St. Georg. Das Pfarrhaus wurde im Jahr 1667 erbaut. 1803 kam das Dorf zum Bezirk Sissach.

## Sehenswürdigkeiten
- die spätgotische Pfarrkirche St. Georg mit Deckenmalereien von Walter Eglin und drei Glasgemälden von Jacques Düblin
- das alte zweistöckige Beinhaus/Pfarrhaus aus dem Jahre 1667
- Viadukt der alten Hauensteinlinie der Bundesbahn mit acht Steinbögen, 25 m hoch

## Wappen
Das Wappen zeigt auf goldenem Grund den Ritter St. Georg mit einem roten Glorienschein und in blauer Rüstung. Mit dem roten Speer ersticht er einen schwarzen Drachen.
St. Georg ist der Kirchenpatron und erinnert mit den Farben Gold und Schwarz an die ehemalige Zugehörigkeit zur gräflichen Herrschaft Homburg.

## Name
Der Name Rümlingen, der zuerst als Rúmlikon (1358) und Rimlikon (1359) sicher belegt ist, setzt sich aus einem Namen wie Romolus, Rumali oder *Rumilo, dem Ortsnamensuffix ‑ing- (etwa ‹bei den Leuten des Genannten›) und dem althochdeutschen Substantiv hof ‹Hof, Besitz› zusammen. Der lokativisch gebrauchte Dativus singularis *‑ikovun (*‑ing-hovun) wurde unter dem Nebentone zur im benachbarten Aargau wie auch in den Kantonen Zürich und Luzern häufigen Form auf ‑(i)kôn, die zur jetzigen mundartlichen Aussprache führt; die heutige Schreibung Rümlingen ist wohl erst in jüngerer Zeit aufgekommen.

## Verkehr
Die Gemeinde besitzt einen Bahnhof an der alten Hauensteinlinie von Sissach über Läufelfingen nach Olten. Rümlingen wird auch durch die Hauptstrasse mit Sissach und über den Unteren Hauenstein mit Olten verbunden.

## Persönlichkeiten
- Emanuel Merian (1732–1818), Antistes in Basel

## Sehenswürdigkeiten
- Reformierte Pfarrkirche mit Glasmalereien in der Apsis
- Zweistöckiges Beinhaus (1609)
- Taufstein mit Inschrift von 1514
- 25 m hoher Viadukt der alten Hauensteinlinie

## Bilder

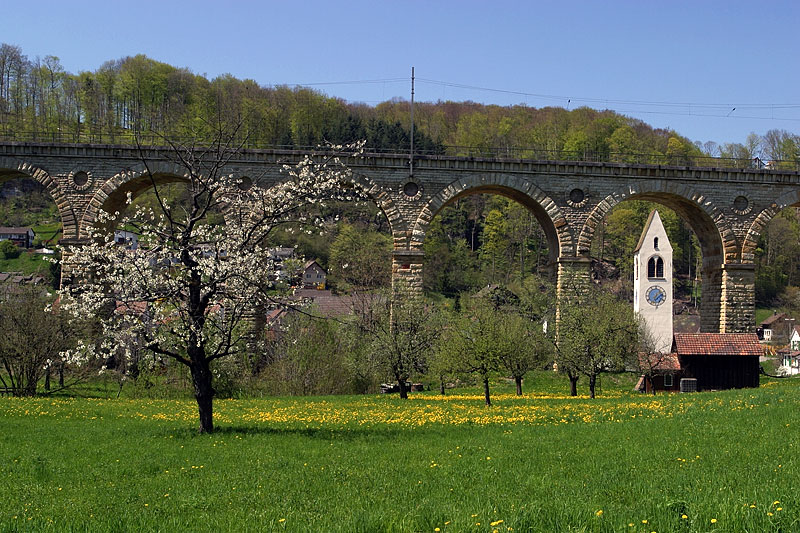
Kirche mit Eisenbahn-Viadukt
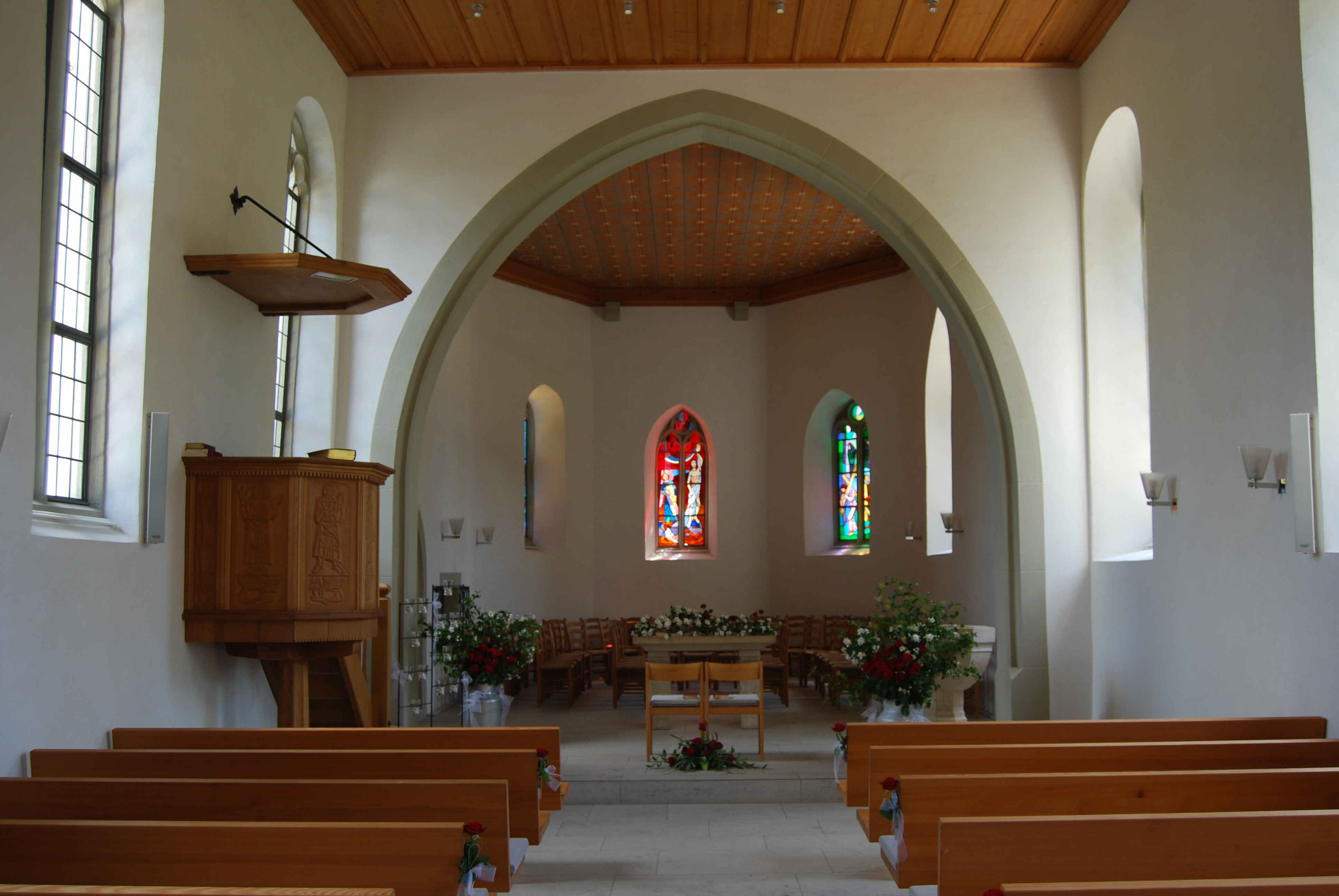
Kirche, Innenansicht
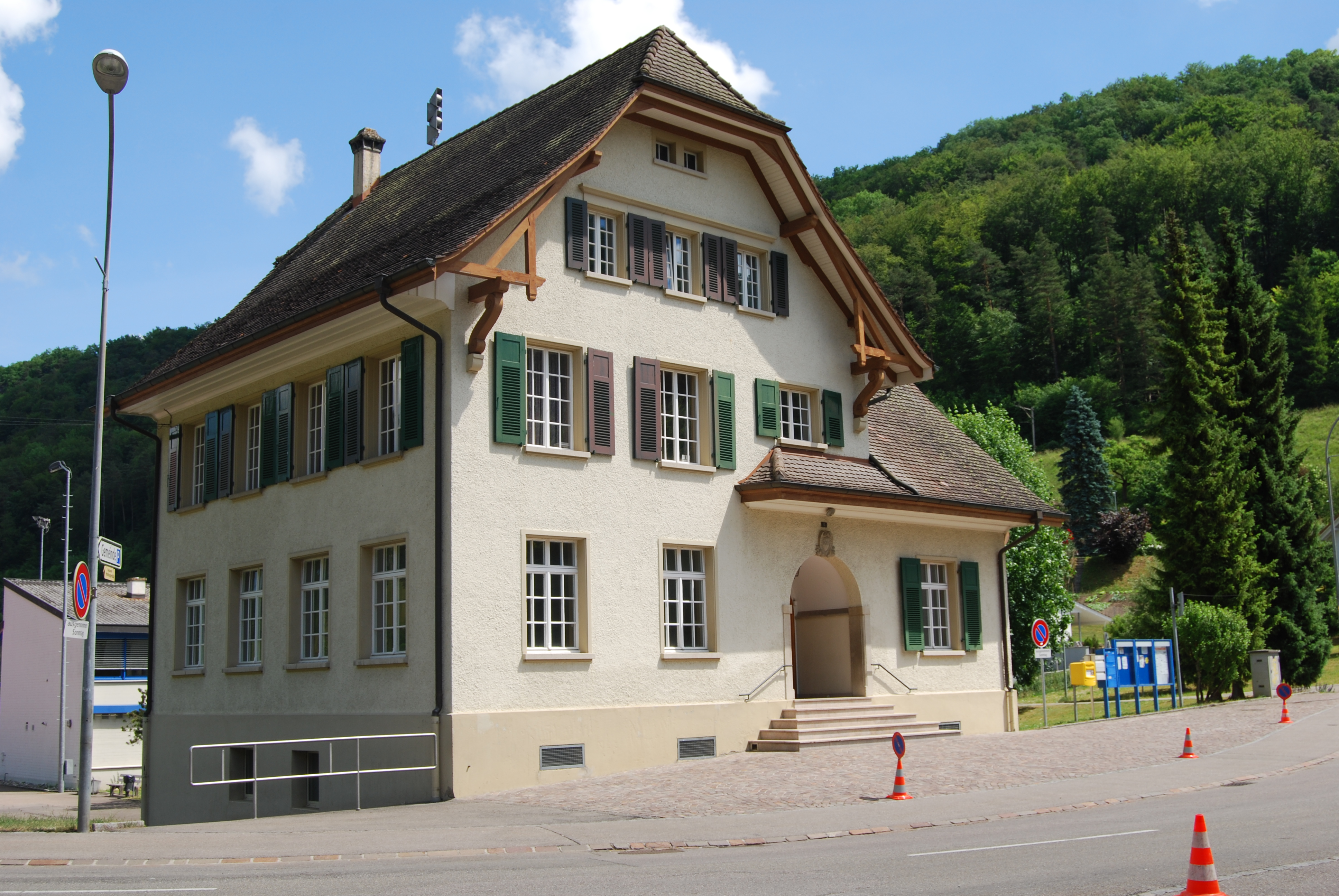
Gemeindehaus
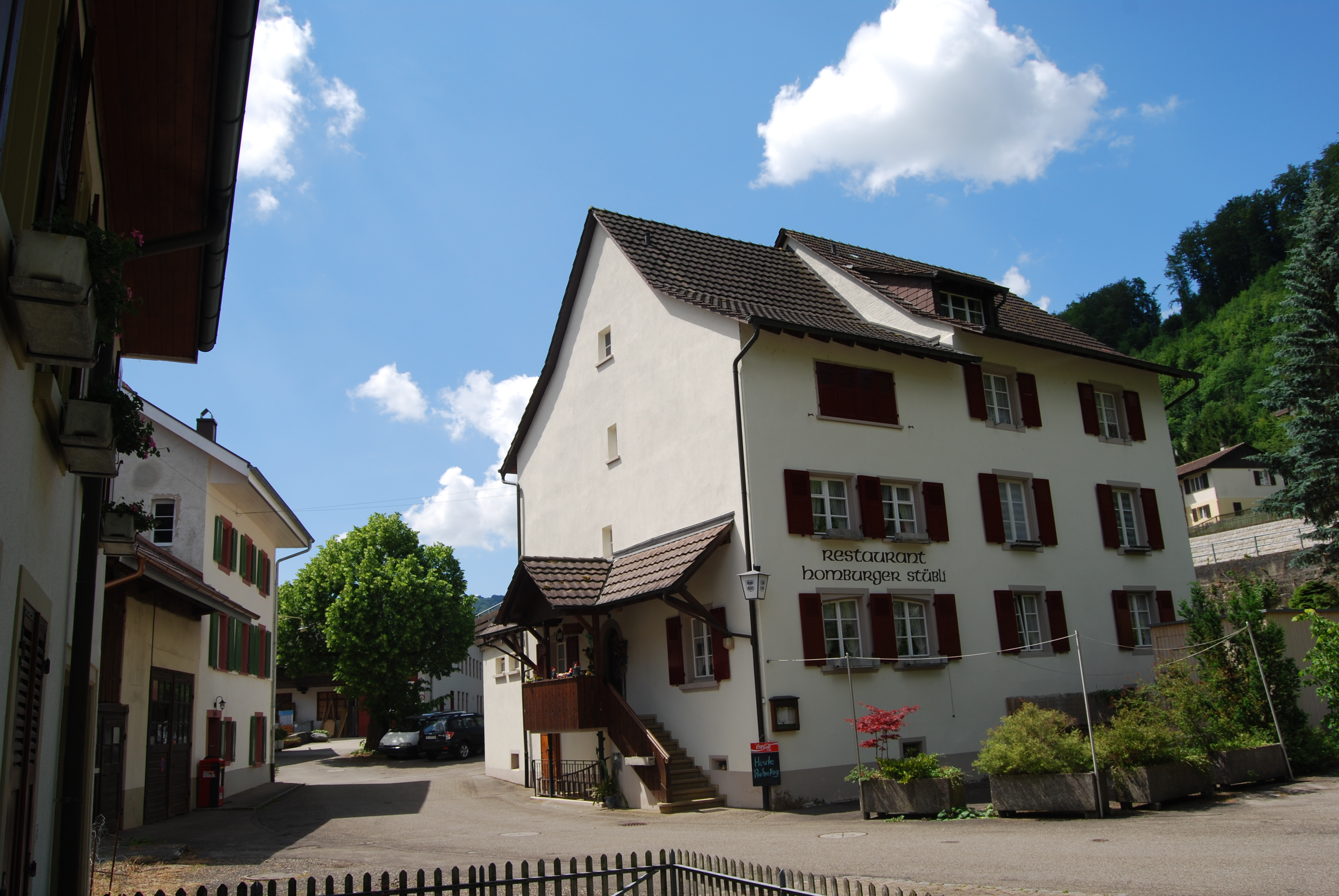
Homburger Stübli
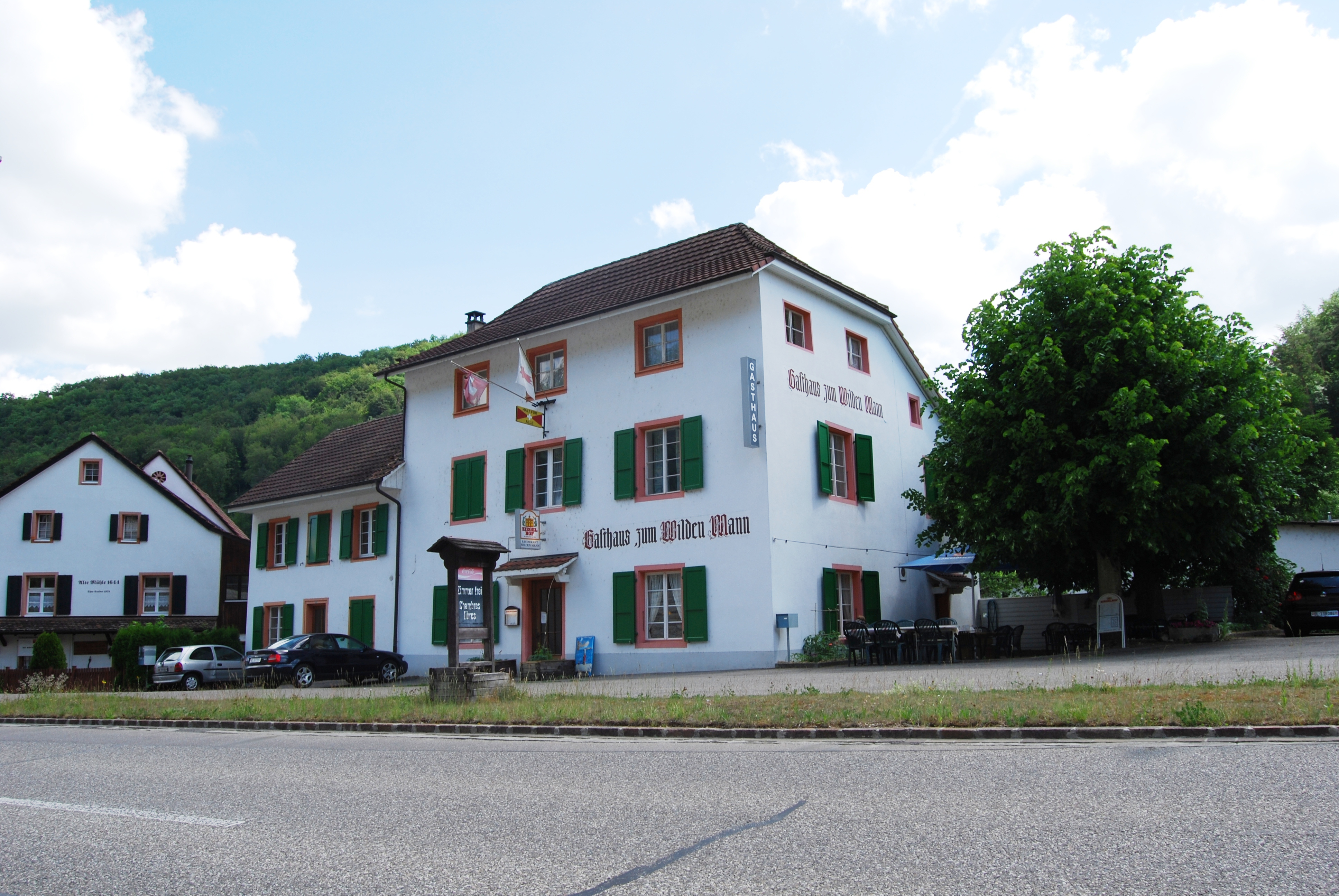
Gasthaus «zum Wilden Mann»